# Enrichetta
Enrichetta  è un nome proprio di persona italiano femminile.

## Varianti
- Femminili: Errichetta
- Maschili: Enrichetto, Errichetto

### Varianti in altre lingue
- Catalano: Enriqueta[3]
- Danese: Henriette[4]
- Francese: Henriette[4][5][6]
- Inglese: Henrietta[4][5], Harriet[4]
  - Ipocoristici: Hen[5], Etta[4][5], Ettie[4], Hettie[4][5], Hetty[5]
- Norvegese: Henriette[4]
- Olandese: Henriëtte[4], Henriette[4], Henrietta[4]
  - Ipocoristici: Jette[4], Jet[4]
- Spagnolo: Enriqueta[3]
- Tedesco: Henriette[4]
- Albanese: Henerjeta

## Origine e diffusione
Si tratta di un diminutivo femminile del nome Enrico; viene talvolta preferito al femminile vero e proprio Enrica dato il suono più dolce, e gode di buona diffusione.
La forma francese, Henriette, venne portata in Inghilterra grazie al matrimonio di re Carlo I con la nobildonna Enrichetta Maria di Borbone-Francia, stabilendosi nella forma Henrietta e nella più vernacolare Harriet.

## Onomastico
Il nome Enrichetta è stato portato da due beate, in memoria delle quali è possibile festeggiare l'onomastico: Maria Enrichetta Dominici, cofondatrice delle Suore di Sant'Anna, ricordata il 21 febbraio, ed Enrichetta Alfieri, religiosa delle Suore della carità di Santa Giovanna Antida Thouret, commemorata il 23 novembre. Alternativamente, può essere festeggiato anche lo stesso giorno di Enrico.

## Persone

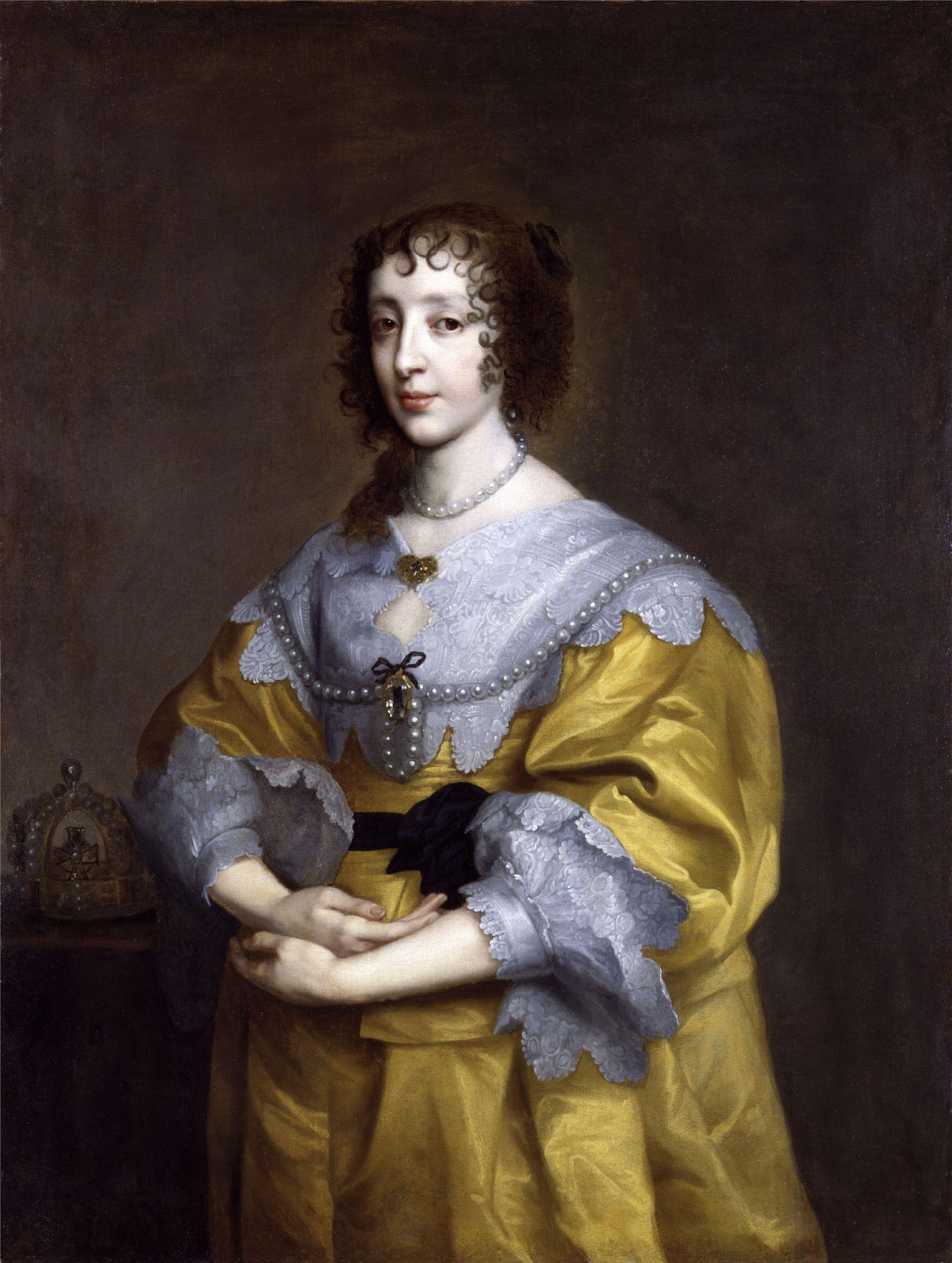
Enrichetta Maria di Borbone-Francia

- Enrichetta del Belgio, duchessa di Vendôme
- Enrichetta di Borbone-Francia, principessa di Francia
- Enrichetta Maria di Borbone-Francia, regina consorte d'Inghilterra, di Scozia e d'Irlanda
- Enrichetta d'Inghilterra, duchessa d'Orléans
- Enrichetta del Liechtenstein, principessa del Liechtenstein
- Enrichetta Adelaide di Savoia, duchessa consorte di Baviera
- Enrichetta Blondel, prima moglie di Alessandro Manzoni
- Enrichetta Caracciolo, patriota e scrittrice italiana
- Enrichetta d'Este, duchessa di Parma
- Enrichetta Di Lorenzo, rivoluzionaria e patriota italiana

### Variante Henrietta

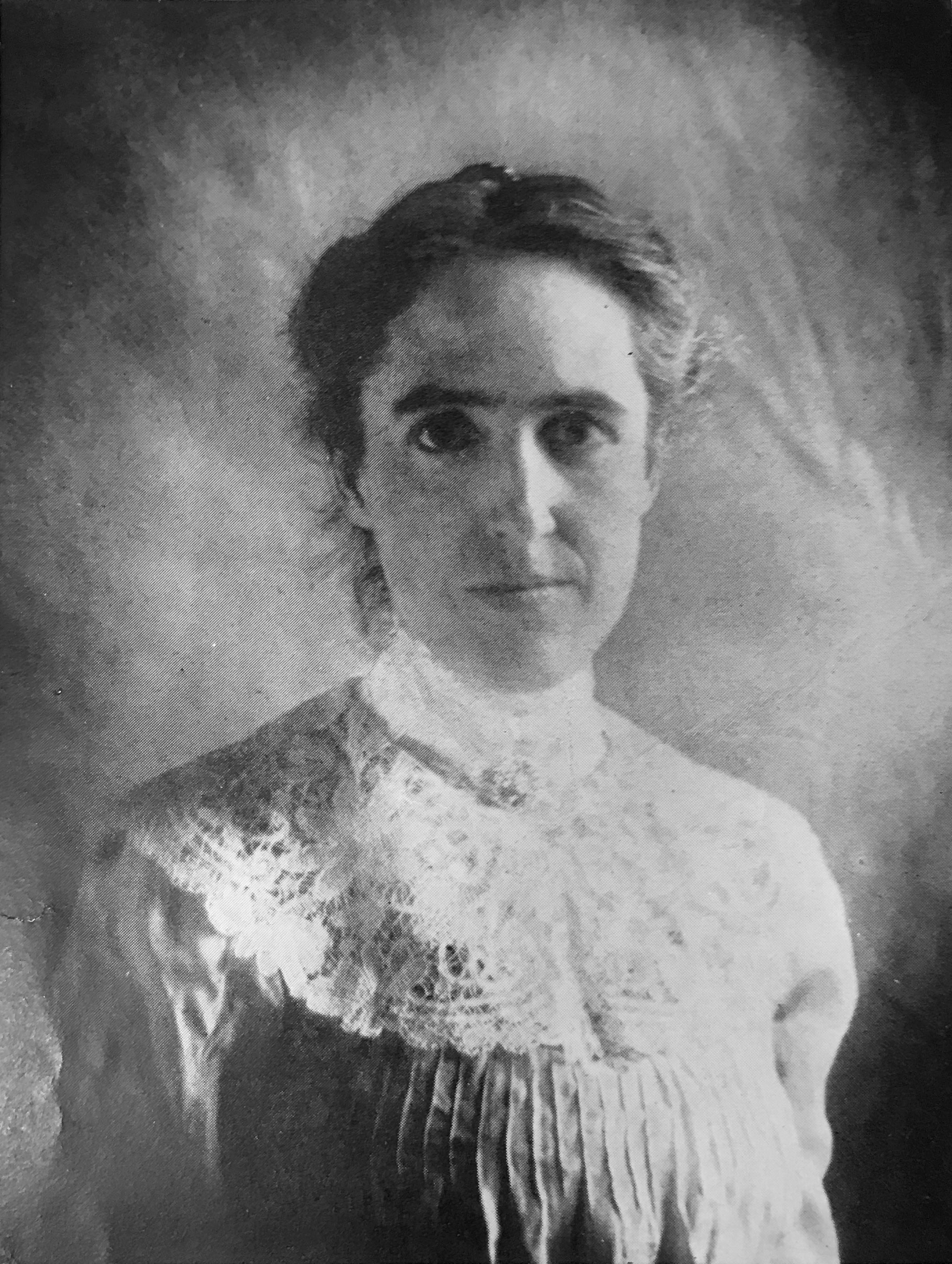
Henrietta Swan Leavitt

- Henrietta Bell Wells, attivista statunitense
- Henrietta Churchill, nobildonna inglese
- Henrietta Hill Swope, astronoma statunitense
- Henrietta Hobart, amante di Giorgio II di Gran Bretagna
- Henrietta Lacks, donna statunitense da cui prendono il nome le cellule HeLa
- Henrietta Swan Leavitt, astronoma statunitense
- Henrietta Treffz, mezzosoprano austriaco
- Henrietta Ward, pittrice britannica

### Variante Henriette

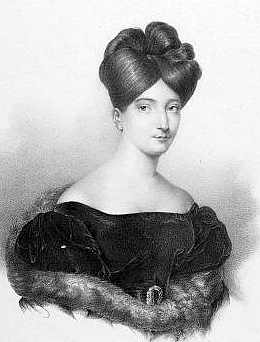
Henriette Méric-Lalande

- Henriette Bichonnier, scrittrice e giornalista francese
- Henriette Caillaux, donna francese che uccise Gaston Calmette
- Henriette Grindat, fotografa svizzera
- Henriette Lorimier, pittrice francese
- Henriette Mendel, moglie morganatica di Ludovico in Baviera
- Henriette Méric-Lalande, soprano francese
- Henriette Renié, arpista e compositrice francese
- Henriette Richter-Röhl, attrice tedesca
- Henriette Roland Holst, scrittrice olandese

### Altre varianti femminili
- Enriqueta Basilio, atleta messicana
- Enriqueta Martí, serial killer francese
- Henriëtte Weersing, pallavolista olandese

### Variante maschile Enrichetto
- Enrichetto Virginio Natta, cardinale e vescovo cattolico italiano

## Il nome nelle arti
- Enrichetta è un personaggio della commedia di Molière Le intellettuali.
- Enrichetta è la protagonista del film del 1970 Basta guardarla, diretto da Luciano Salce.
- Enrichetto dal ciuffo è una fiaba resa celebre da Charles Perrault.
- Henrietta Savernake è un personaggio del romanzo di Agatha Christie Poirot e la salma.